# Romanowszczyzna (rejon miadzielski)
Romanowszczyzna (biał. Раманаўшчына; ros. Романовщина) – wieś na Białorusi, w obwodzie mińskim, w rejonie miadzielskim, w sielsowiecie Słoboda.
Dawniej zaścianek Romanowaszczyzna I.

## Historia
W czasach zaborów w granicach Imperium Rosyjskiego.
W dwudziestoleciu międzywojennym ówczesny zaścianek leżał w Polsce, w województwie wileńskim, w powiecie duniłowickim (od 1926 postawskim), w gminie Miadzioł.
Według Powszechnego Spisu Ludności z 1921 roku zamieszkiwało tu 25 osób, wszystkie były wyznania prawosławnego i zadeklarowały białoruską przynależność narodową. Były tu 3 budynki mieszkalne. W 1931 w 5 domach zamieszkiwało 27 osób.
Wierni należeli do parafii rzymskokatolickiej i prawosławnej w m. Miadzioł. Miejscowość podlegała pod Sąd Grodzki w Miadziole i Okręgowy w Wilnie; właściwy urząd pocztowy mieścił się w Miadziole.
W 1938 roku miejscowość należała do gromady Lachowicze gminy Miadzioł.
Po agresji ZSRR na Polskę w 1939 roku wieś znalazła się w granicach BSRR. W latach 1941–1944 była pod okupacją niemiecką. Następnie leżała w BSRR. Od 1991 roku w Republice Białorusi.